# 博霍柳比夫卡
49°27′37″N 37°19′13″E / 49.46028°N 37.32028°E
博霍柳比夫卡（烏克蘭語：Боголюбівка），2016年前名為若夫特內韋（烏克蘭語：Жовтневе），是位於烏克蘭東部的村莊，由哈爾科夫州伊久姆區的昆葉市鎮負責管轄。該村處於莫克里伊久梅齊河右岸，面積0.38平方公里，海拔高度127米，2001年人口74。